# 哈达

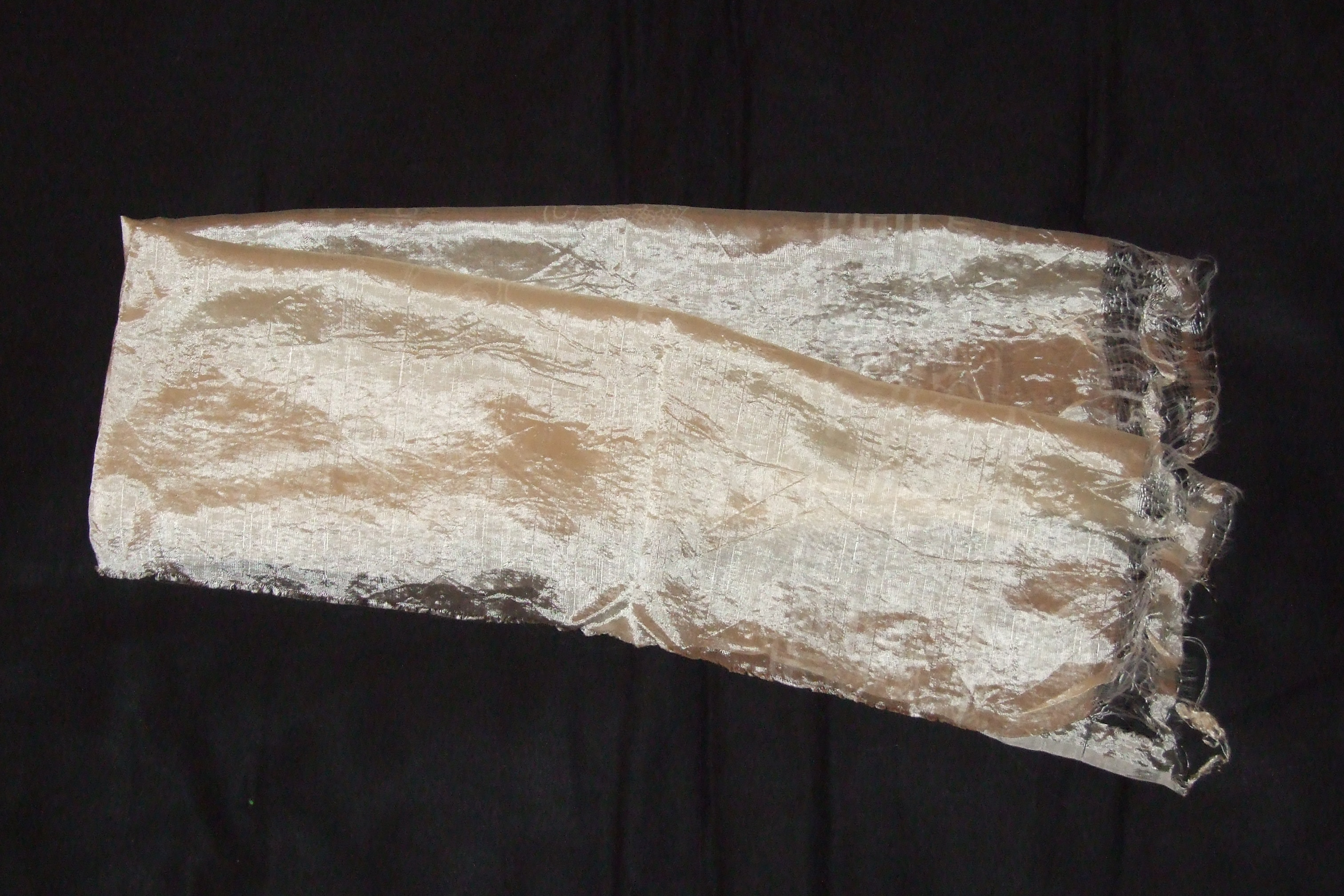
一條來自印度錫金邦的哈達

哈达（藏語：ཁ་བཏགས་，威利转写：Kha bTags，藏语拼音：Kha Ta；蒙古语：ᠬᠠᠳᠠᠭ／／khadag χɑtɑk；尼泊爾語： khada）是用长方形绢布制成的礼敬法器。哈达长短不一，一般为二至四尺，也有一丈多长的。大都为白色，象征纯洁、吉祥、繁荣。也有蓝、红、绿、黄等不同种类颜色。哈达一般是生絲織品，稀鬆如網，也有以絲綢為料。质料也有很多种类，大多数人们不计较质料的优劣，只要能表达对上尊者的敬意即可。
传统上，献哈达，是藏传佛教寺庙以及蒙古族、藏族的一种普遍而崇高的礼节。以為對方表達純潔、誠心和尊敬。在西藏，凡是婚喪節慶、迎來送往、拜會尊長、覲見佛像等，都有獻哈達的習慣。最初是元世祖與八思巴互相交換哈達。
在现代藏族地区礼宾交往中，哈达已经是一种表示敬意的吉祥之物。

## 礼仪

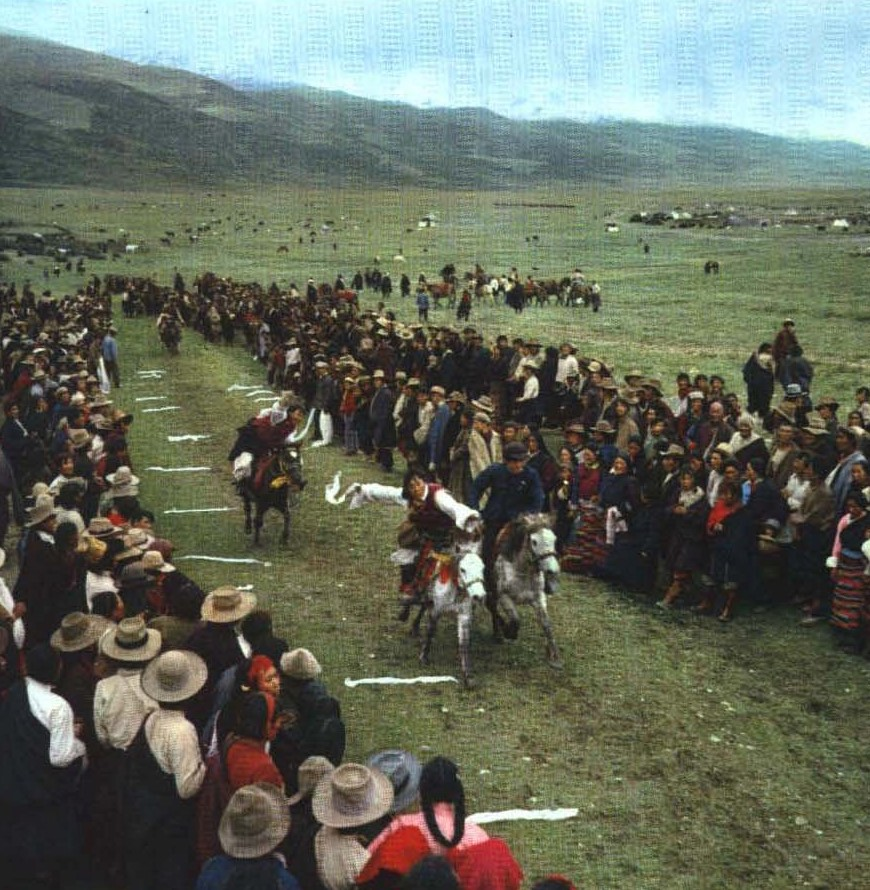
1964年拾哈达比赛

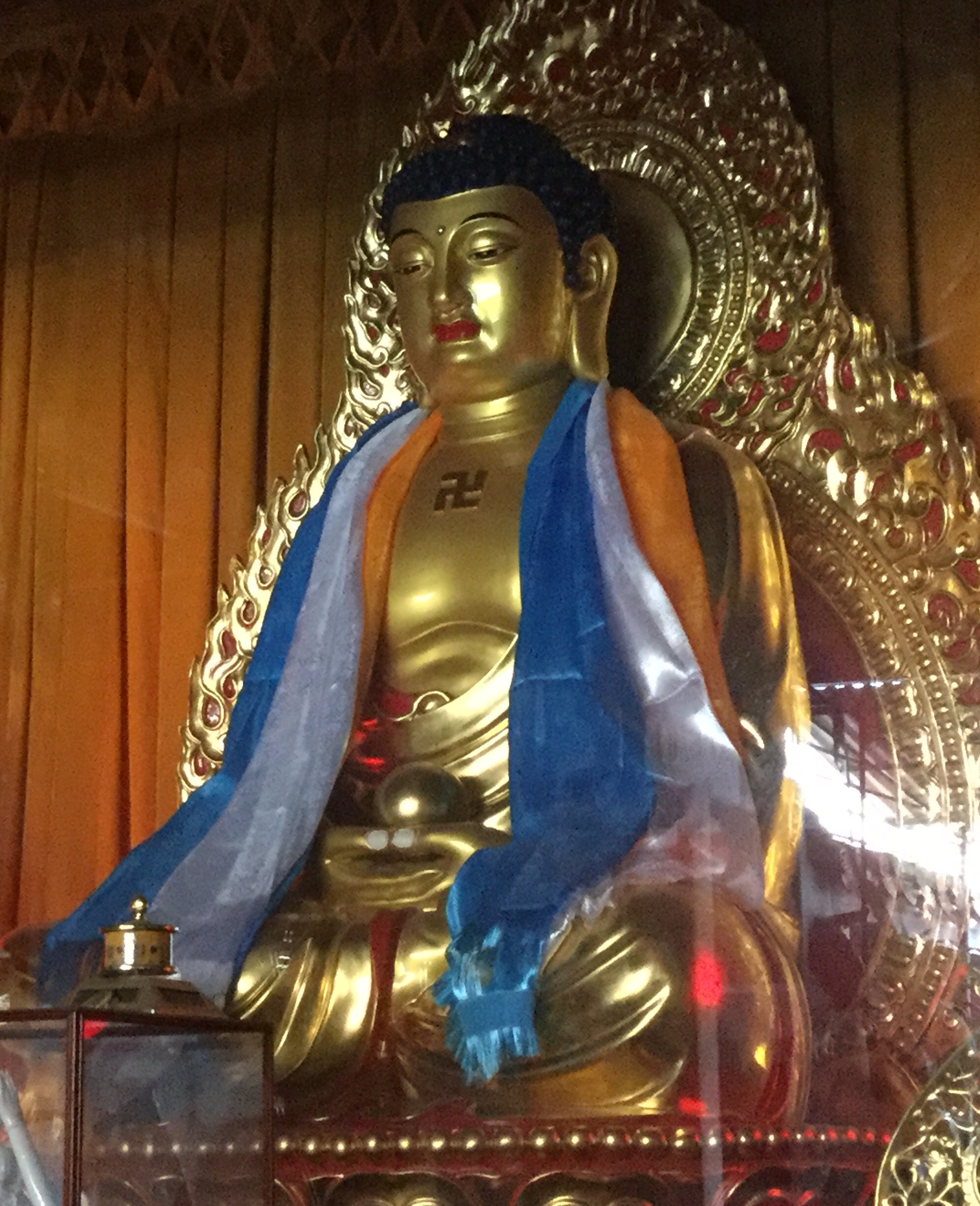
披哈达的佛像，有蓝白黄三色。

献哈达时，献者必须手捧哈达，将双叠楞边对着客人。
- 对有名望的活佛献哈达时，必须弯腰、低头至90度，双手捧哈达过头顶，献于活佛座前。
- 对长辈或一般活佛献哈达，弯腰、低头双手捧哈达过头顶，献到长辈或活佛手里。
- 对平辈，只要将哈达送到对方手中或手腕即可。
- 对下辈或下属，可以将哈达搭在肩上。[4]

在回敬时，活佛可以将原哈达回敬与献哈达者，或觉得需要回赠另一条也有可能。
平辈回赠哈达可以将奉还一哈达给对方手中或手腕上。
对小辈或下属献的哈达可以回敬一条哈达或将原哈达回敬对方肩上或套到脖子上。